# 大伊茲韋斯特尼亞科維島
大伊茲韋斯特尼亞科維島是俄羅斯的島嶼，位於十月革命島以北的喀拉海，屬於北地群島的一部分，由克拉斯諾亞爾斯克邊疆區負責管轄，最高點海拔高度69米，島上無人居住。